# Tabubil
Tabubil est une ville minière de 13 800 habitants, située dans les Star mountains, d'abord pour une mine d'or, puis de cuivre dont la fermeture est prévue en 2013.